# 埃金 (愛達荷州)
埃金（英語：Egin）是位於美國愛達荷州弗里蒙特縣的一個非建制地區。該地的面積和人口皆未知。

## 地理
埃金的座標為43°56′12″N 111°50′15″W / 43.93667°N 111.83750°W，而該地的平均海拔高度為1489米（即4885英尺）。